# Angerona unicolor
Angerona unicolor är en fjärilsart som beskrevs av Matsumura 1924-1925. Angerona unicolor ingår i släktet Angerona och familjen mätare. Inga underarter finns listade i Catalogue of Life.